# Târgu Cărbunești
Târgu Cărbunești és una ciutat del comtat de Gorj, Oltènia, Romania amb una població de 7.897 habitants al 2011.
Es troba a la part sud-est del comtat i administra deu pobles: Blahnița de Jos, Cărbunești-Sat, Cojani, Crețești, Curteana, Floreșteni, Măceșu, Pojogeni, Rogojeni i Ștefănești.

## Fills il·lustres

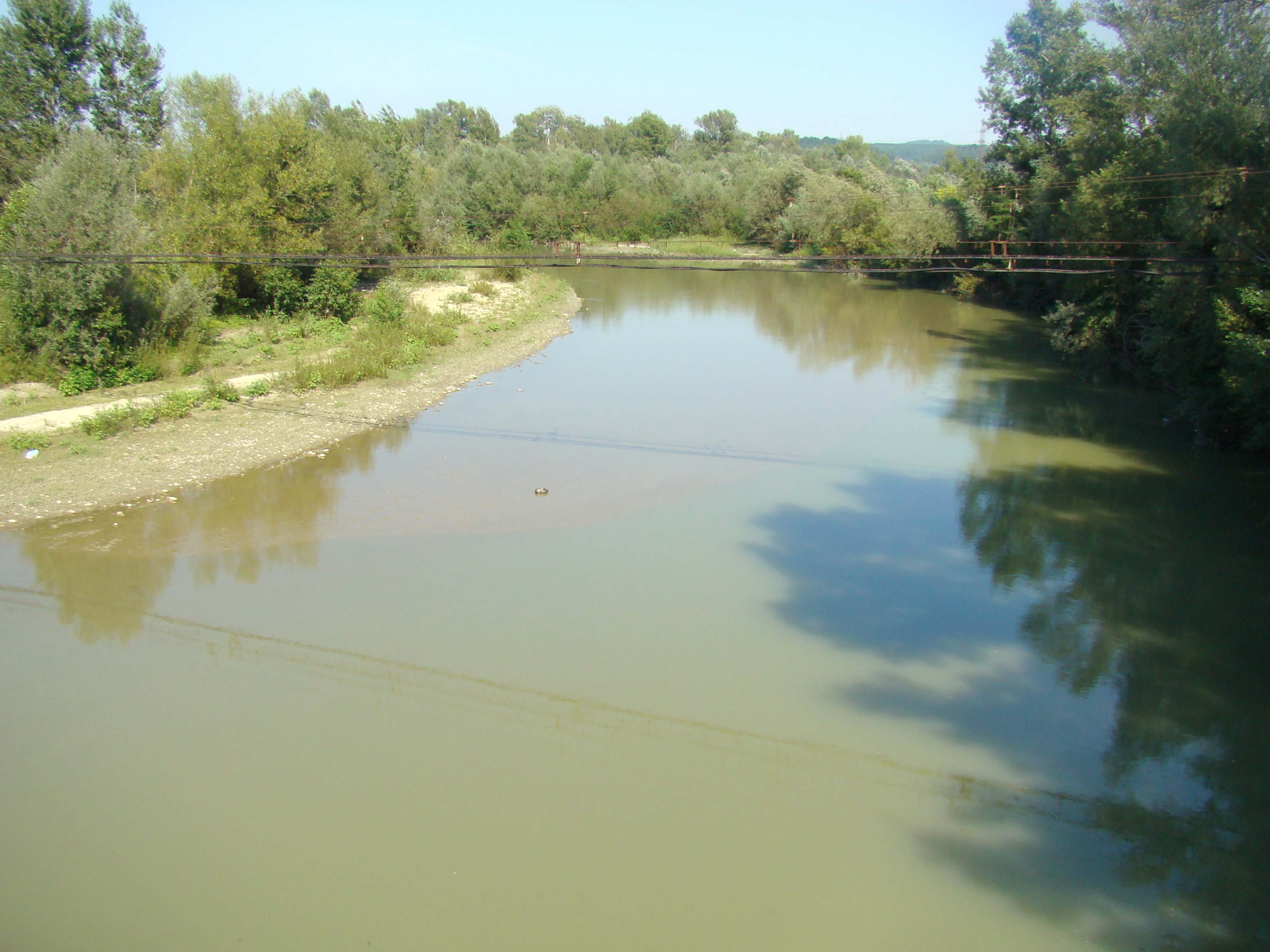
Riu Gilort a Târgu Cărbunești

- Florin Cioabă, rei dels gitanos
- Lidia Șimon, corredor de fons